# La Léchère
La Léchère este o comună în departamentul Savoie din sud-estul Franței. În 2009 avea o populație de 1.938 de locuitori.

## Evoluția populației
| An        | 1975  | 1982  | 1990  | 1999  | 2006  | 2009  |
| --------- | ----- | ----- | ----- | ----- | ----- | ----- |
| Populație | 2.304 | 2.092 | 1.936 | 1.774 | 1.889 | 1.938 |